# 伊恩·班伯里
伊恩·班伯里（英語：Ian Banbury，1957年11月27日—），英国男子自行车运动员。他曾代表英国参加1976年夏季奥林匹克运动会自行车比赛，获得男子团体追逐赛铜牌。